# Ewa Jabłońska-Deptuła

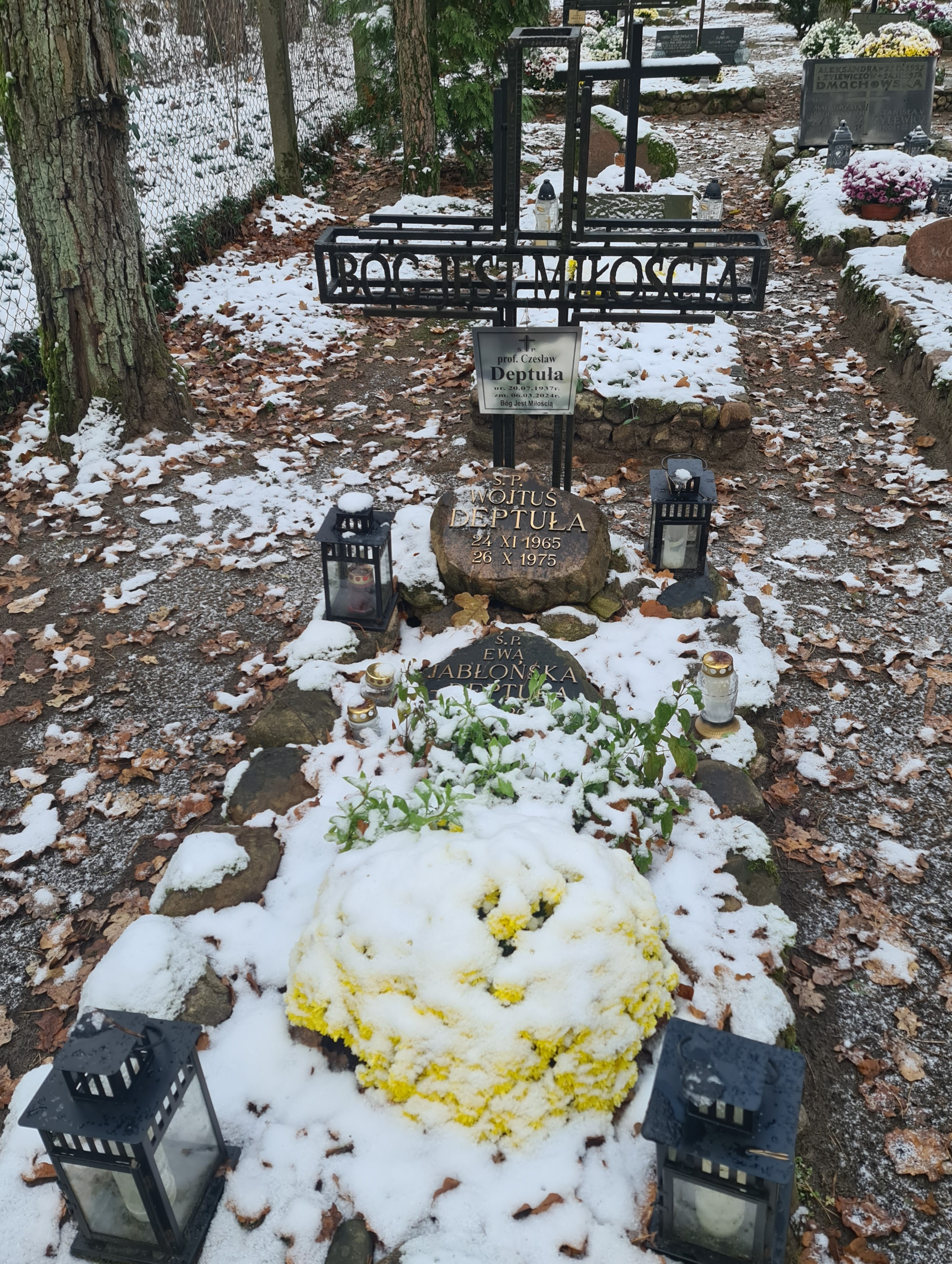
Grób Ewy Jabłońskiej-Deptuły i jej męża Czesława Deptuły na cmentarzu leśnym w Laskach

Ewa Jabłońska-Deptuła (ur. 3 lutego 1931 w Warszawie, zm. 8 listopada 2008 w Lublinie) – polska historyk XIX i XX wieku, działaczka opozycji w okresie PRL.

## Życiorys
Absolwentka historii na Uniwersytecie Warszawskim (1957). W 1962 roku doktorat na Uniwersytecie Wrocławskim. Od 1957 była związana z Wydziałem Nauk Humanistycznych Katolickiego Uniwersytetu Lubelskiego, tam habilitacja w 1978 (uznana przez władze państwowe 1981), w 1991 profesor nadzwyczajna, 1992 profesor zwyczajna. Od 1992 roku kierownik Katedry Historii Kultury Polskiej KUL.
Od końca lat 70. wykładowca w Towarzystwie Kursów Naukowych. We wrześniu 1980 roku pośredniczyła w przekazaniu tysiąca dolarów od belgijskiej Polonii na fundusz powstającego Międzyzakładowego Komitetu Założycielskiego „Solidarność” Regionu Środkowowschodniego. W październiku 1980 była współzałożycielką oraz jednocześnie przewodniczącą „Solidarności” na KUL. Po wprowadzeniu stanu wojennego uczestniczyła w strajku okupacyjnym w Fabryce Samochodów Ciężarowych w Lublinie. Organizowała też pomoc dla rodzin osób represjonowanych. W okresie 11 maja-22 lipca 1982 roku internowana i osadzona w Gołdapi.
Odznaczona Złotym Krzyżem Zasługi (1974) oraz odznaką Zasłużonego Działacza Kultury (2001).
Jest pochowana na cmentarzu przy Zakładzie dla Ociemniałych w Laskach.

## Wybrane publikacje
- (współautor: Janina Gawrysiakowa), Materiały do zaangażowania patriotycznego zakonów męskich w Królestwie Polskim w latach 1861-1864, Lublin 1976.
- Przystosowanie i opór. Zakony męskie w Królestwie Kongresowym, Instytut Wydawniczy PAX,  Warszawa 1983.
- Współczesne zagrożenia rodziny, Lublin 1984.
- Kościół, religia, patriotyzm. Polska 1764-1864, Warszawa: Wydawnictwo Nasze Dziedzictwo 1985.
- Trwanie i budowa. Honorat Koźmiński, Warszawa 1986.
- Niepokalanki w polskim trwaniu. (Dzieje Zgromadzenia do momentu śmierci Matki Marceliny Darowskiej), Niepokalanów: Wydawnictwo Ojców Franciszkanów 1993.
- Marcelina Darowska – niepokalanka (życiorys bł. Matki Marceliny), Lublin: Wydawnictwo El-Pres 1996.
- Matka Elżbieta Czacka i dzieła Lasek, Lublin 2002.
- Warto było (wspomnienia), Lublin 2006.
- Epilog Pniewa( wspomnienia), Lublin 2009.
- Siostra Ewa Noiszewska, niepokalanka 1885–1942, wyd. 2, przejrzane i poprawione, Szymanów: [Siostry Niepokalanego Poczęcia NMP]; Warszawa: Wydawnictwo Sióstr Loretanek 2019.

## Życie prywatne
Była żoną historyka Czesława Deptuły.